# Lotte Center Hà Nội
Lotte Center Hà Nội (Hanoi City Complex) cao 272,3m là tòa nhà chọc trời cao thứ 3 tại Việt Nam và thứ 2 ở thành phố Hà Nội.
Hiện tại, cùng với Keangnam Hanoi Landmark Tower tại Hà Nội cao 336,7m và Landmark 81 tại Thành phố Hồ Chí Minh cao 461,2m, Lotte Center Hà Nội là 1 trong 3 toà nhà cao nhất Việt Nam và là toà nhà có diện tích mặt sàn lớn thứ 2 Việt Nam sau Keangnam Landmark 72. Tòa nhà bao gồm khu văn phòng, giải trí, trung tâm mua sắm và một trung tâm tổ chức hội nghị cao cấp.

## Mô tả
Tòa nhà có 65 tầng với phong cách kiến trúc hiện đại lấy cảm hứng từ tà áo dài truyền thống của người Việt Nam. Nhà thầu của công trình là công ty kiến trúc Callison đến từ Hoa Kỳ. Tòa nhà cao 272,3m, diện tích sàn hơn 247.000 mét vuông. Lotte Center từng là toà nhà cao thứ 2 Việt Nam từ năm 2014 chỉ sau Keangnam Hanoi Landmark Tower cho tới khi bị Landmark 81 vượt qua vào năm 2017.

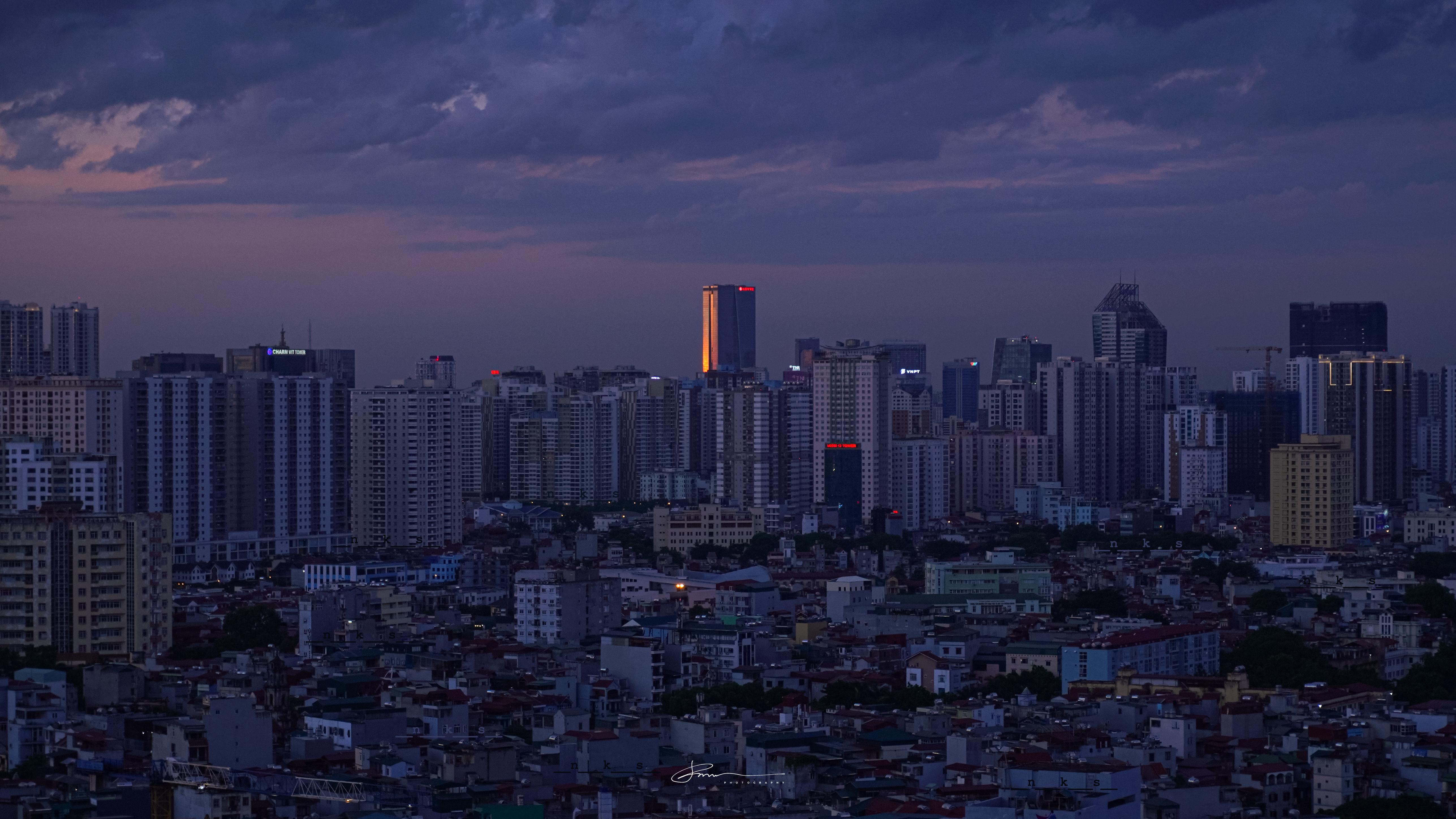
Tòa Lotte Hà Nội (chính giữa) cùng các tòa nhà khác của đường chân trời phía đông Hà Nội

Dự án được đầu tư với tổng vốn lên đến hơn 400 triệu đô la Mỹ, diện tích xây dựng 14.094 mét vuông, diện tích sàn 247.075 mét vuông, 5 tầng hầm, 65 tầng bên trên, cao 272,3 m. Từ tầng hầm 1 là siêu thị Lotte Mart. Từ tầng 1 đến tầng 6 là trung tâm thương mại Lotte. Tầng 7 đến tầng 31 là khu văn phòng hạng A cho thuê. Tầng 33 đến 64 là 233 phòng chung cư và khách sạn với 300 phòng cao cấp. Tầng 65 là đài quan sát và trải nghiệm cầu kính Sky Walk.
Tòa nhà được khai trương vào ngày 2 tháng 9 năm 2014, đúng dịp kỷ niệm 69 năm Quốc khánh 2/9.

Quang cảnh Hà Nội nhìn từ đài quan sát của Trung tâm Lotte Hà Nội

## Hình ảnh

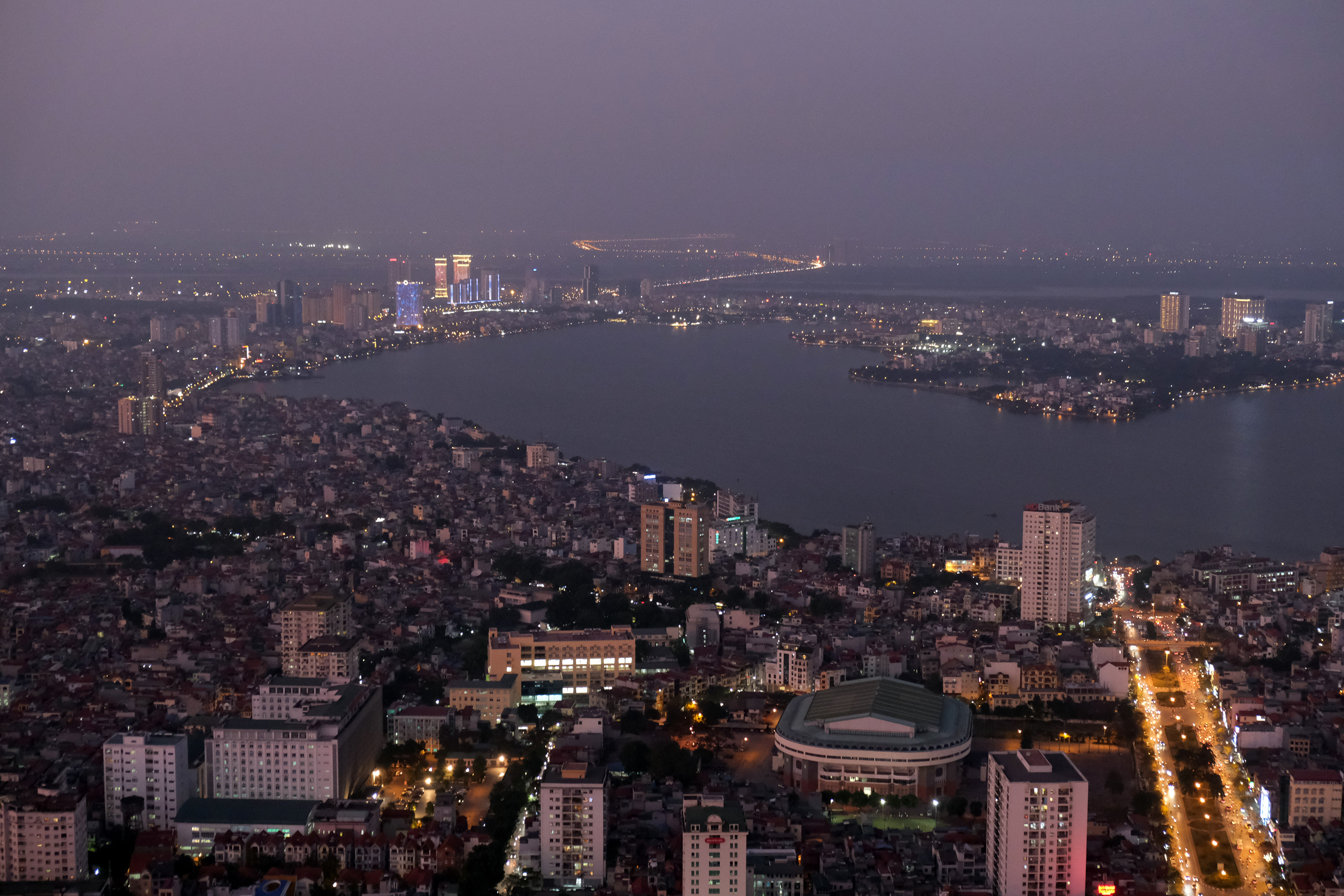
Quang cảnh hồ Tây cùng mạn phía bắc Hà Nội nhìn từ tòa Lotte Hà Nội
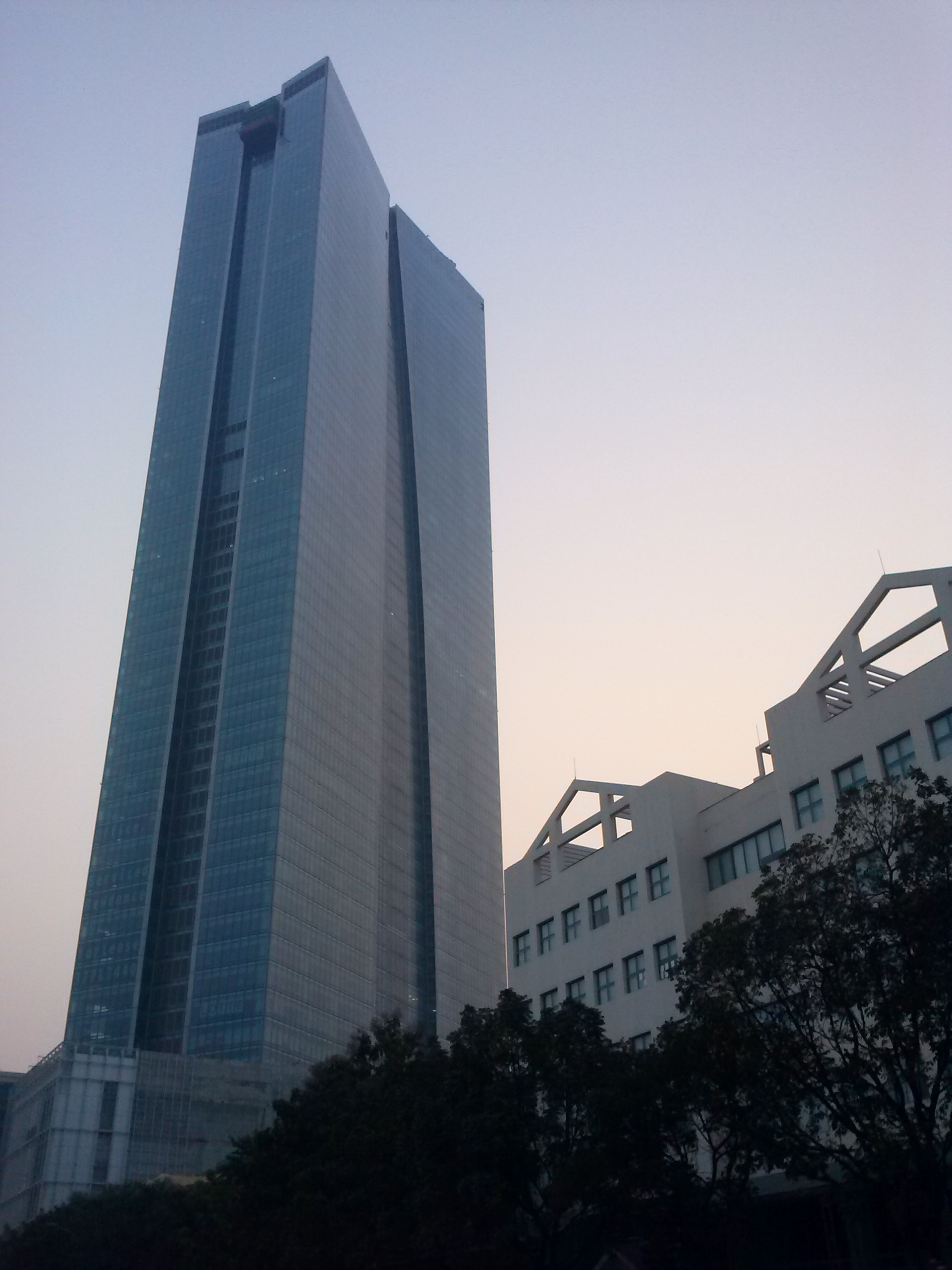
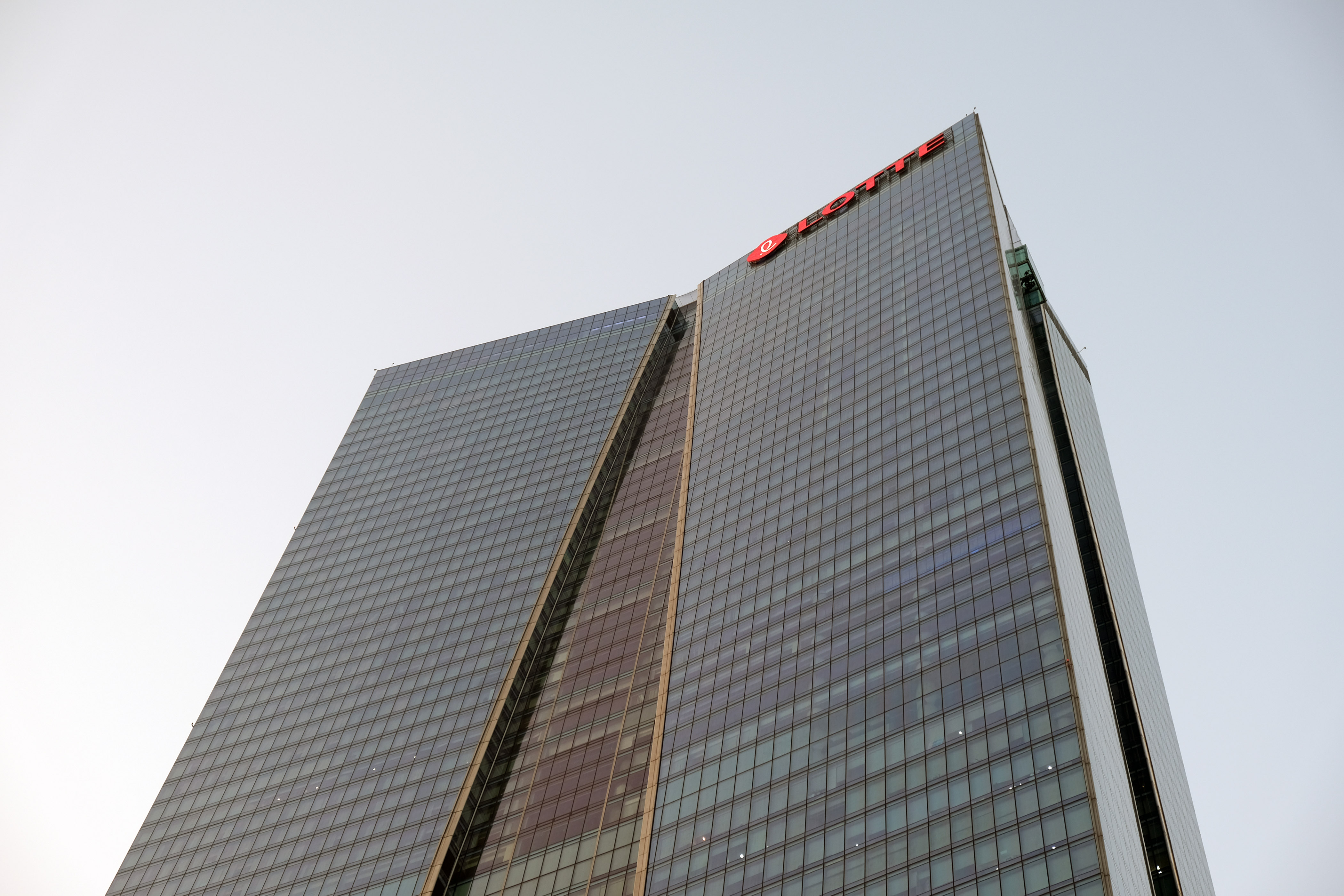
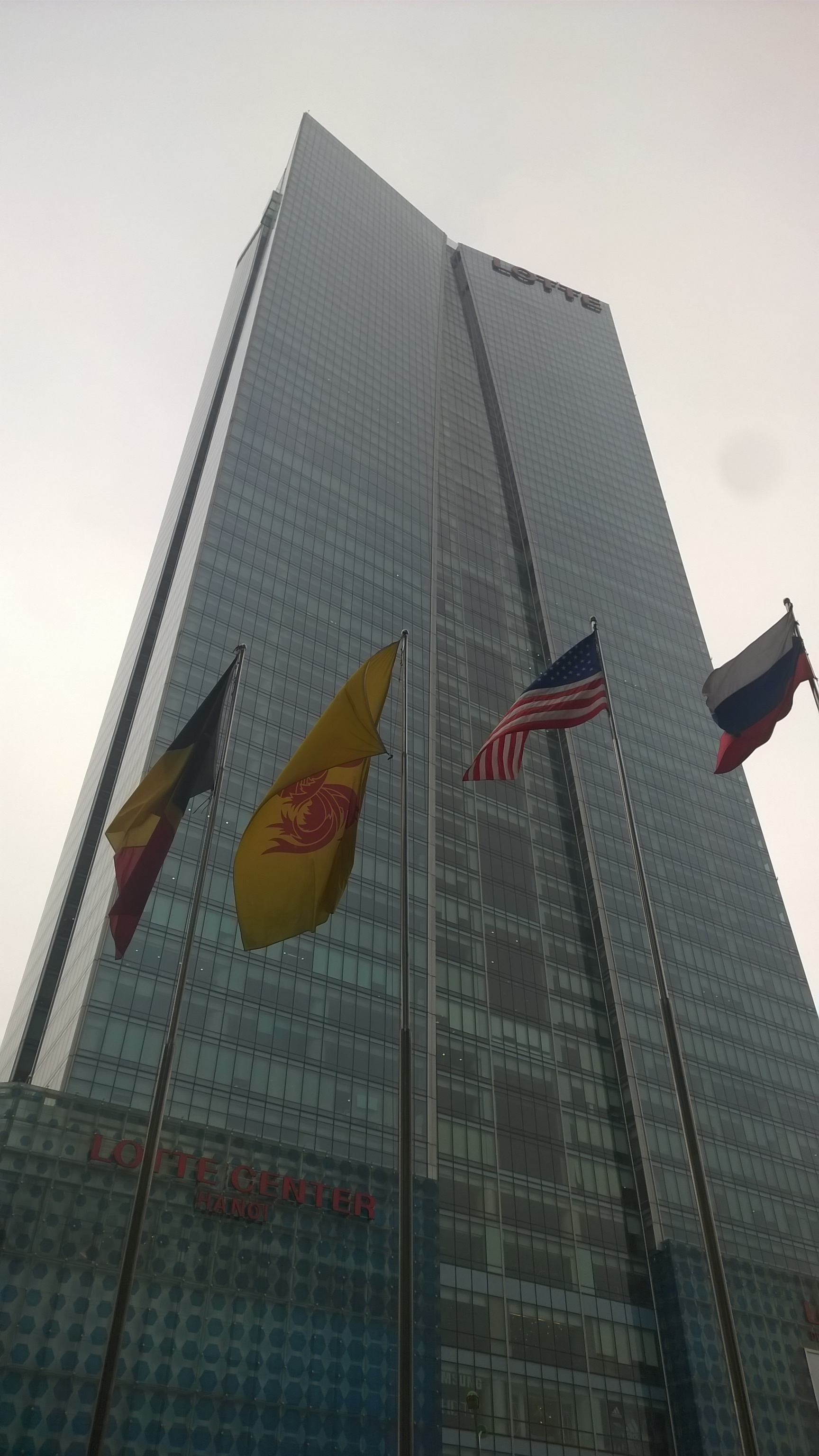
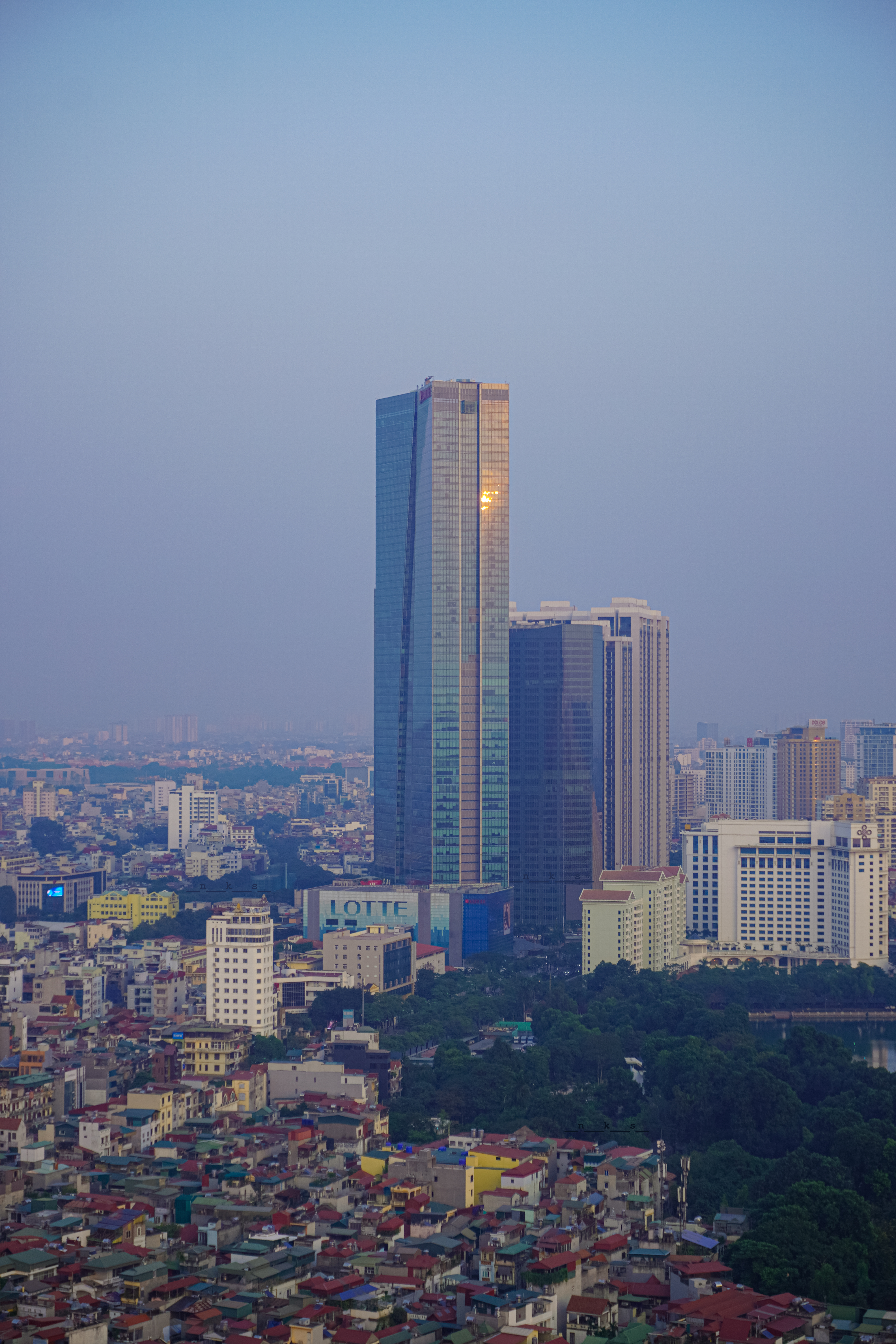
Tòa nhà Lotte nhìn từ trên cao